# Бистрицька сільська рада (Дрогобицький район)
Бистрицька сільська рада  — орган місцевого самоврядування у Дрогобицькому районі Львівської області з центром у селі Бистриця.

## Загальні відомості
Історична дата утворення: в 1940 році.
7.5.1946 в Дублянському районі село Пруси перейменували на село Бистриця і Прусівську сільську Раду — на Бистрицьку.
Відновлено сільраду в 1993 році. Водоймища на території, підпорядкованій даній раді: річка Бистриця.

## Населені пункти
Сільраді підпорядковані населені пункти:
- c.Бистриця
- с. Биків
- с. Глинне
- с.Новошичі
- с.Ортиничі

## Склад ради
Рада складається з 16 депутатів та голови.

### Керівний склад ради
| ПІБ                     | Основні відомості                                                                             | Дата обрання | Дата звільнення |
| ----------------------- | --------------------------------------------------------------------------------------------- | ------------ | --------------- |
| Броняк Василь Романович | Сільський голова, 1972 року народження, освіта, член Всеукраїнського об'єднання «Батьківщина» | 26.03.2006   | 31.10.2010      |
| Комар Ярослав Миронович | Сільський голова, 1955 року народження, освіта середня спеціальна, безпартійний               | 31.10.2010   |                 |

Примітка: таблиця складена за даними джерела